# Table des caractères Unicode/U11150
Cette page contient des caractères spéciaux ou non latins. S’ils s’affichent mal (▯, ?, etc.), consultez la page d’aide Unicode.
Table des caractères Unicode U+11150 à U+1117F.

## Mahâjanî(Unicode 7.0)
Caractères utilisés pour l'écriture avec l’alphasyllabaire (ou abugida) mahâjanî (en). Ce bloc comprend les voyelles indépendantes, les consonnes de base, un signe diacritique, des signes de ponctuation, et une ligature format un mot.
Le caractère U+11173 est un signe diacritique qui se combine avec la lettre de base après laquelle il est encodé. Dans la table il est affiché en combinaison avec la lettre mahâjanî ka (𑅕) à des fins de lisibilité.

### Table des caractères
| en fr   | 0 | 1 | 2 | 3 | 4 | 5 | 6 | 7 | 8 | 9 | A | B | C | D | E | F |
| ------- | - | - | - | - | - | - | - | - | - | - | - | - | - | - | - | - |
| U+11150 | 𑅐 | 𑅑 | 𑅒 | 𑅓 | 𑅔 | 𑅕 | 𑅖 | 𑅗 | 𑅘 | 𑅙 | 𑅚 | 𑅛 | 𑅜 | 𑅝 | 𑅞 | 𑅟 |
| U+11160 | 𑅠 | 𑅡 | 𑅢 | 𑅣 | 𑅤 | 𑅥 | 𑅦 | 𑅧 | 𑅨 | 𑅩 | 𑅪 | 𑅫 | 𑅬 | 𑅭 | 𑅮 | 𑅯 |
| U+11170 | 𑅰 | 𑅱 | 𑅲 | 𑅕𑅳 | 𑅴 | 𑅵 | 𑅶 |   |   |   |   |   |   |   |   |   |

### Historique

#### Version initiale Unicode 7.0
C'est à ce jour la seule version publiée de ce bloc.